# Laroque, Gironde
Laroque är en kommun i departementet Gironde i regionen Nouvelle-Aquitaine i sydvästra Frankrike. Kommunen ligger i kantonen Cadillac som tillhör arrondissementet Langon. År 2022 hade Laroque 288 invånare.

## Befolkningsutveckling
Antalet invånare i kommunen Laroque
Referens:INSEE